# Julián Ordóñez (torpedero)
El Julián Ordóñez fue un torpedero, cabeza de la clase homónima, perteneciente a la Armada Española. Su nombre honraba la memoria del alférez de navío Rafael Julián Ordóñez y Falcón, que murió el 20 de enero de 1872 durante la sublevación de Cavite. 

## Historia
Fue construido en los astilleros John I. Thornycroft & Company, en Chiswick. 
Durante la Guerra Hispano-Estadounidense, junto con su gemelo, el Acevedo se encontraba en reparaciones en Cartagena, por lo que no tomó parte en la contienda.
Cambió de nombre el 26 de septiembre de 1905, al decidirse la asignación a los torpederos de nombres numéricos, pasando a ser el torpedero N.º 12, y volvió a ser renombrado el 1 de enero de 1912 como torpedero N.º 43.
Fue dado de baja en 1913 tras prestar servicio durante algunos años para prácticas del alumnado de la Escuela de Aplicación de la Armada.